# Roche
F. Hoffmann-La Roche AG, javnosti poznan kot Roche, je mednarodno švicarsko farmacevtsko podjetje s sedežem v Baslu. Deluje v dveh divizijah: farmacevtska in diagnostična.
Začetki delovanja V Sloveniji segajo v leto 1996, ko je bila ustanovljena podružnica, ki se je leta 2005 preoblikovala v podjetje Roche farmacevtska družba d.o.o. Ta združuje poslovanje obeh globalnih divizij, farmacevtike in diagnostike.
Roche je bil med proizvajalci zdravil, ki so jih skušali uporabiti v času Covida-19, vendar niso bilo dovolj uspešna.
Slovensko predstavništvo organizira družbeno pomembne dogodke, kot je dvodnevni mednarodni hackathon Demenca.
IEDC - Poslovna šola Bled in zdravstveno podjetje Roche Slovenija sta oktobra 2023 ustanovila BILDAI - Blejski inštitut za voditeljstvo na področju digitalne preobrazbe in umetne inteligence.